# Валек, Владимир
Вла́димир Ва́лек (чеш. Vladimír Válek; 2 сентября 1935[…], Нови-Йичин, Чехословакия — 16 февраля 2025[…]) — чешский дирижёр.

## Биография
Учился игре на скрипке и на валторне в консерватории Кромержижа, затем изучал дирижирование в Братиславской Высшей школе музыки у Людовита Райтера (1958—1959) и в Пражской Академии музыкального искусства у Алоиса Климы (1959—1962).
В 1966—1974 годах возглавлял оркестр Вооружённых сил Чехословакии, одновременно в 1969—1971 годах руководил оркестром Северочешской филармонии в Теплице. Привлёк к себе широкое внимание чешской музыкальной общественности, заменив заболевшего Натана Рахлина в концертах Пражского симфонического оркестра 20-21 февраля 1968 года со сложной программой из произведений Бетховена, Рихарда Штрауса и Прокофьева. В 1970 году основал Дворжаковский камерный оркестр, составленный из солистов Чешского филармонического оркестра, и возглавлял его на протяжении 10 лет. В 1975—1986 годах — дирижёр Пражского симфонического оркестра, в 1986 году возглавил Симфонический оркестр Чешского радио. В 2004—2007 годах — главный дирижёр Словацкого филармонического оркестра.
Среди записей Валека — все симфонии и фортепианные концерты Эрвина Шульгофа, ряд произведений Антонина Дворжака, Богуслава Мартину, Игоря Стравинского и др.
Скончался 16 февраля 2025 года в возрасте 89 лет.